# UTC+05:45
UTC+05:45 és una zona horària d'UTC amb 4 hores i tres quarts de retard de l'UTC. El seu codi DTG és E+, E*  o E0.

## Zones horàries
- Nepal Time (NPT)

## Franges

### Temps estàndard (l'any sencer)
- Nepal (des de l'any 1986, abans estava al UTC+05:40)

## Geografia
UTC+05:45 és la zona horària nàutica que comprèn l'alta mar de 86° 15′ E de longitud.